# Redout
Redout es un videojuego de carreras arcade antigravitacionales situado en un futuro de corte posapocalíptico que se sitúa en varios escenarios localizados tanto en La Tierra como en el espacio exterior, ya sean otros planetas, satélites o estaciones espaciales. Desarrollado y publicado por 34BigThings el 2 de septiembre de 2016 en PC mediante la plataforma de distribución digital Steam y renombrado más tarde "Redout: Enhanced Edition", y lanzado más tarde el 29 de agosto de 2017 en las consolas PlayStation 4 y Xbox One bajo el nombre "Redout: Lightspeed Edition", una edición que contiene algunos de los packs de expansión que se lanzaron en PC tras su publicación original. 

## Jugabilidad
La base jugable de Redout es la de carreras de hipervelocidad entre aerodeslizadoras que pueden alcanzar fácilmente más de 1000 Km/h a lo largo de una serie de trazados futuristas que combina largas rectas con curvas de todo tipo, desniveles, saltos, loopings, secciones tubulares o cilíndricas... Siguiendo la estela de grandes franquicias del género como F-Zero o Wipeout, Redout combina elementos de varios de estos juegos para ofrecer carreras vertiginosas con una alta dosis de velocidad, implementación de power-ups que nos confieren habilidades durante las carreras, y un uso del control propio en el que (si jugamos con mando) tendremos que utilizar ambos sticks tanto para girar la nave en las curvas como para estabilizarla y balancearla en relación con la dirección que tomamos, incluidos los distintos desniveles que encontraremos en los enrevesados trazados que componen el juego.
Las competiciones en Redout se dividen en cuatro clases, desde la Class I hasta la Class IV. Cada clase tiene una serie de características distintas, desde la velocidad al manejo, y cada nueva clase es más rápida y exigente que la anterior. El juego también contiene numerosos modos de juego, desde carreras atorneos, pruebas contrarreloj, supervivencia, carreras de puntos o el modo Boss, donde se disputan largas carreras recorriendo los 5 trazados de una misma localización de forma secuencial. También tenemos un modo "Carrera" donde disputaremos pruebas para un jugador en numerosos eventos que combinan todos los modos de juego disponibles, y para los amantes del juego multijugador, existe tanto un modo a pantalla partida local, como la opción de disputar carreras en línea contra otros jugadores de todo el mundo, e incluso tablas clasificatorias donde comparar nuestros tiempos con otros jugadores.

## Modos de juego

### Contrarreloj
En el modo contrarreloj competirás en los distintos circuitos del juego intentando superar los tiempos objetivo marcados sin oponentes, solo tú y el cronómetro. Hay 4 tiempos a superar, tres de ellos visibles: bronce, plata y oro, cada no más rápido que el anterior, y un cuarto, platino, cuyo tiempo objetivo será invisible hasta el momento en el que el jugador lo supere. Está permitido el uso de potenciadores, y los tiempos logrados se podrán colgar en la clasificación en línea para compararlo con el resto de jugadores del mundo.

### Contrarreloj Pure
Es exactamente la misma modalidad que contrarreloj, pero en el modo "Pure", no se pueden instalar potenciadores.

### Velocidad
Es un evento contrarreloj en el que el objetivo no es realizar la vuelta más rápida, sino hacerla manteniendo la velocidad por encima de la cifra marcada durante el mayor tiempo posible antes de completarla. Durante la vuelta cronometrada, todo el tiempo en el que la nave corra por encima de la velocidad designada, será tiempo que no se añadirá al contador cronometrado. Además, el uso de los turbos situados a lo largo de la pista nos descontará segundos del tiempo, por lo que es posible incluso completar vueltas con tiempos negativos. Constancia, técnica, y algo de estrategia en el uso de nuestros turbos y energía será indispensable para sacar los mejores cronos. Al igual que en los modos contrarreloj, hay hasta 4 tiempos objetivo, con el tiempo platino oculto, y nuestros resultados serán publicados en la clasificación en línea de Redout junto a los de otros jugadores de todo el mundo.

### Supervivencia
Da un número de vueltas infinitas a lo largo de un trazado hasta que se acabe el tiempo o hasta que tu nave quede destrozada por los daños. En Supervivencia el objetivo es atravesar el mayor número de puntos de control antes de sucumbir, y para hacerlo no solo tendremos que viajar a toda velocidad por los retorcidos circuitos de Redout, sino que además estos estarán plagados de minas que dañarán nuestra nave si las tocamos, además de ralentizar enormemente nuestro ritmo. Aprenderse el patrón de las minas, y mantener nuestra nave entera durante el mayor tiempo posible sin perder velocidad por el camino será la clave para obtener los mejores resultados. Al igual que en los modos contrarreloj, Supervivencia cuenta con hasta 4 puntuaciones objetivo, siendo la de platino oculta hasta alcanzarla, y las puntuaciones que obtengamos se publicarán en la clasificación en línea de Redout junto a las de otros jugadores de todo el mundo.

### Instagib
Es un modo de juego exactamente igual que contrarreloj, con la variante de que en esta ocasión, nuestra nave será muy débil a los daños que suframos por el contacto contra las barreras del circuito. Nuestra nave soportará un número muy limitado de toques, lo que nos obligará a hacer las vueltas lo más limpiamente posible sin perder por el camino la velocidad necesaria para cumplir nuestro objetivo. Al igual que en el modo contrarreloj, hay hasta 4 tiempos objetivo, siendo el de platino oculto hasta el momento en el que el jugador lo alcance. Nuestros mejores resultados serán publicados en la clasificación en línea de Redout junto al de otros muchos jugadores de todo el mundo.

### Carrera
Es el modo clásico de carrera, donde competiremos contra otros oponentes con un total de hasta 12 naves en pista. En él podremos hacer uso de nuestros potenciadores tanto para conseguir ventaja en nuestro pilotaje, como para perjudicar a nuestros rivales ralentizándolos o saboteando sus surtidores de energía. En el modo trayectoria también podremos realizar carreras dentro de torneos donde los participantes obtendrán puntos en función de la posición en la que finalizasen. Los tres primeros clasificados obtendrán una medalla de oro, plata o bronce, dependiendo de su posición.

### Carrera Pure
Tiene todas las características que el modo Carrera, con la diferencia de que no se pueden usar potenciadores de ningún tipo. Son carreras donde el objetivo es puramente correr lo más rápido y hábil posible, así que es el modo idóneo para todos aquellos que quieran demostrar sus habilidades sin adulterar.

### Carrera de Arena
Es exactamente igual que el modo Carrera, con la diferencia de que en este modo no reapareceremos si nuestra nave queda destrozada. Si nos salimos del trazado o nuestros daños vacían la energía de la nave hasta estallar, la carrera acabará y clasificaremos en la posición en la última posición en ese momento de la carrera. El resto de oponentes también quedarán descalificados si sus naves se destruyen antes de acabar la carrera, por lo que en el caso de que varios sean eliminados, sus posiciones en el resultado final de la prueba estará determinado por el orden en el que fueron descalificados (siendo el último clasificado el primero en abandonar y así sucesivamente).

### Último Hombre en Pie
Un modo de carrera de eliminación donde los participantes van siendo eliminados uno a uno. Cada vez que se completa una vuelta, el corredor que va en última posición abandona la prueba, y así sucesivamente en las siguientes vueltas hasta que solo queda uno. 

### Puntos
Un peculiar modo de carrera donde competiremos contra otros pilotos pero donde el objetivo final será acumular el mayor número de puntos. Estos se podrán conseguir de distintas formas a lo largo de la carrera, ya sea de forma incremental a cada segundo por la posición en la que nos encontremos (entre mejor sea nuestra posición en ese momento de la carrera, más alto será el número de puntos concedido), ya sea por la posición de llegada al acabar la carrera, o por otros factores de estilo que realicemos a lo largo de la prueba, desde vueltas limpias a los turbos que consigamos a lo largo del trazado. Es una prueba donde acabar primero es importante pero no el objetivo final ni el más determinante para vencer, sino mostrar la conducción con mejor estilo general, tanto por nuestra habilidad al manejar de forma limpia como a la hora de hacerlo de forma rápida y constante. Estas son pruebas generalmente mucho más largas que las carreras normales.

### Boss
El modo Boss une los cinco trazados de una misma localización mediante portales, formando de esta forma un "súper trazado" de vueltas largas y complejas. En el modo Trayectoria se pueden competir en algunos torneos formados por circuitos Boss, en pruebas que resultan ser algunas de las más largas y exigentes de todo el juego.

## Contenido base y DLCs
El juego base para PC incluye 5 localizaciones y 25 circuitos en total, con hasta 6 equipos de naves distintos, cada una con 4 aeronaves diferentes, una para cada clase, y el modo Carrera cuenta con cerca de un centenar de eventos. Redout se ha visto expandido gracias a varios DLCs que han ido apareciendo a lo largo del siguiente año tras su lanzamiento. Los primeros DLCs fueron "V.E.R.T.E.X. Pack" y "Neptune Pack", ambos incluyen una nueva localización cada una con 5 nuevos trazados y nuevos eventos, skins... En el caso del Neptune Pack, se incluye un nuevo equipo y la introducción de la gravedad cero en carreras, al desarrollarse estas en el espacio exterior. Estos dos DLCs están incluidos en la versión Lightspeed Edition que se lanzó en consolas. Otros DLCs fueron el "Mars Pack", que introduce Marte con nueva localizaación junto a otros 5 nuevos trazados y más eventos o skins; el "Space Exploration Pack" que trae dos localizaciones nuevas situadas en la Luna y en un asteroide con 10 trazados nuevos junto a eventos y skins, y el "Back to Earth Pack", que incluye otras dos nuevas localizaciones y 10 trazados nuevos junto a nuevos eventos y skins, siendo además el último DLC desarrollado para el juego.

### Escenarios y Circuitos
- Cairo
  - Calima
  - Khamsim
  - Simoom
  - Sirocco
  - Ghibli

- Alaska
  - Speedway
  - Explorador
  - Airborne
  - Vértigo
  - Revolución

- Abruzzo
  - Bridges
  - Colinas de la Costa
  - Ruta de la Montaña
  - Pasaje Rápido
  - No Tripulado

- Volcano
  - Yemas de los Dedos
  - Deep Dive
  - Underground Tour
  - Cámara de Magma
  - Infierno

- Europa
  - Giros por un Tubo
  - Aguas Menores
  - La Zanja
  - Hydro Thunder
  - Rachas Superficiales

- Neptune (Neptune Pack DLC)
  - Mobius Speedway
  - Velocidad de Escape
  - Gigante Rojo
  - Derrapes
  - Asteroides

- Vertex (V.E.R.T.E.X. Pack DLC)
  - Voxel
  - Stack
  - Loop
  - Return Null
  - Breakpoint

- Mars (Mars Pack DLC)
  - Mariner
  - Spirit
  - Opportunity
  - Curiosity
  - Schiapparelli

- Luna (Space Exploration Pack DLC)
  - Lunar Speedway
  - Spacepark
  - Reactor
  - Granja Solar
  - Trailblazer

- P-AR219 (Space Exploration Pack DLC)
  - Kali
  - Annapurna
  - Durga
  - Shiva
  - Vishnu

- Sequoia (Back to Earth Pack DLC)
  - Glowing Caves
  - Serpent
  - Kinshijaa
  - Roaring Waters
  - Tsintah

- Rotorua (Back to Earth Pack DLC)
  - Floating Falls
  - Sapphire Grotto
  - Methane Pools
  - Neon Crystals
  - Shipwreck

### Equipos y Naves
- Lunare Scuderia
  - GT9 Stradale
  - GT10 Veloce
  - GX210 Corsa
  - GTX Competizione

- Asera
  - Takatora
  - Yoshihisa
  - Yoshinobu
  - Nobunaga

- Conqueror Technologies
  - Gila
  - Na'isha
  - Ehawee
  - Ii'ni'

- Sulha AG Racing
  - Qareen
  - Djinni
  - Efreet
  - Marid

- Koeniggswerth Engineering
  - Centaur
  - Jormungandr
  - Yggdrasil
  - Odin

- ESA-AGR
  - Vanguard
  - Hussar
  - Lancer
  - Dragoon

- Buran (Neptune Pack DLC)
  - Molniya
  - Shtorm
  - Uragan
  - Tayfun

## Recepción
El juego tuvo un buen recibimiento en su lanzamiento de PC, con una media de 81/100 en Metacritic de un total de 19 análisis, en los cuales se elogiaba lo lograda que estaba la sensación de velocidad, además de lo bien que aplicaba la herencia de los títulos más reconocibles del género. La versión de consolas vería la luz más tarde, con una nota media de 81/100 en Metacritic de un total de 11 análisis para la versión de PS4, y un 76/100 de un total de 10 análisis para la versión de Xbox One. La versión para consolas contó con algunas críticas adicionales en referencia al déficit de rendimiento para las versiones estándar de las consolas, con acusadas caídas en el frame-rate que podían perjudicar la experiencia. También la experiencia en línea se resiente al poder disputar carreras con menos jugadores que en la versión de PC. 
Una versión para Nintendo Switch ha sido anunciada pero aún no se ha hecho público ni fecha de lanzamiento ni detalles de esta versión.